# Ludwig Wijnants
Ludwig Wijnants (* 4. Juli 1956 in Veerle) ist ein ehemaliger belgischer Radrennfahrer.

## Sportliche Laufbahn
Wijnants (auch Wynants) war im Straßenradsport und im Querfeldeinrennen (heutige Bezeichnung Cyclocross) aktiv. 1977 wurde er Zweiter in der Flandern-Rundfahrt für Amateure. Von 1978 bis 1989 war er Berufsfahrer bei verschiedenen Radsportteams. Von 1990 bis 1992 war er als Einzelfahrer beim SponsorTW Rock. Er gewann die Eintagesrennen Harelbeke–Poperinge–Harelbeke 1979, eine Etappe in der Tour d’Indre-et-Loire 1980, 1981 die Ronde van Limburg und den Grand Prix Frans Verbeeck, den Omloop van het Leiedal 1982 sowie Platz 3 beim Grote Prijs Jef Scherens und Platz 3 beim Heistse Pijl 1983. Den GP Victor Standaertgewann er 1984 sowie eine Etappe in der Tour de l’Avenir und wurde Dritter beim Scheldeprijs. Im Rennen Le Samyn 1984 wurde er Zweiter hinter Daniel Rossel. Sein bedeutendster sportlicher Erfolg war ein Etappensieg in der Tour de France 1985. Weitere Siege erzielte er bei Vilvoorde–Houtem 1986 und bei Putte–Mechelen 1987. Seinen letzten Sieg als Radprofi holte er 1991 beim GP Nommay, einem Querfeldeinrennen.
Wijnants bestritt alle Grand Tours.
| Grand Tour            | 1980 | 1981 | 1982 | 1983 | 1984 | 1985 | 1986 | 1987 | 1988 |
| --------------------- | ---- | ---- | ---- | ---- | ---- | ---- | ---- | ---- | ---- |
| Vuelta a EspañaVuelta | –    | –    | –    | DNF  | –    | –    | –    | –    | –    |
| Giro d’ItaliaGiro     | –    | –    | –    | –    | –    | –    | –    | 90   | –    |
| Tour de FranceTour    | 68   | –    | 75   | 48   | –    | 63   | –    | –    | DNF  |

## Familiäres
Sein Bruder Jan Wijnants und sein Sohn Arne Wijnands waren ebenfalls Radrennfahrer.